# 咲間貴裕
咲間 貴裕（Takahiro Sakuma さくま たかひろ、1972年-）は、日本の現代音楽および吹奏楽の作曲家。宮城県仙台市出身。

## 略歴
東京音楽大学作曲科卒業までに伊福部昭、有馬礼子と池野成に師事。同大学院に進学後は西村朗や湯浅譲二、池辺晋一郎の指導も受けた。大学院修了後、ブエノスアイレスの国立音楽院へ留学してフェルナンド・マグリアに師事。学位取得後、故郷の仙台へ帰国。帰国後、数々の国際作曲コンクールで華々しく優勝した。
2017年に『エレウシスの祭儀』で第10回全日本吹奏楽連盟作曲コンクール第1位受賞。翌年度の全日本吹奏楽コンクール課題曲Vに採用された。高校時代、吹奏楽部をやめて、大学時代、公募に何度挑戦しても試演止まり、またどんな作風で書きたいのかも定まっていなかったと、吹奏楽の世界に葛藤を抱えていたことが明かされた。

## 受賞歴
- 朝日作曲賞 (吹奏楽)佳作 (1995年)[1]
- 第1回ラウル・サンチェス・クラゲ記念国際ギター作曲コンクール佳作 (2004年)[1][3]
- 第1回セイナヨキ国際室内楽作曲コンクール第2位 (2005年)[4][5]
- デュエ・アゴースト・国際作曲コンコルソ第1位 (2005年)[6][7]
- ハーレルベーケ国際吹奏楽作曲コンクール第2位兼聴衆賞 (2006年)[8]
- 第6回ミケーレ・ピッタルガ国際ギター作曲コンクール第1位 (2006年)[9]
- Ferrer Salat財団主催ソフィア王妃国際作曲コンクールファイナリスト (2007年)[10]
- 第6回ロムアルド・マレンコ国際作曲コンクール吹奏楽部門第1位 (2008年)[11][12]
- 第3回シートマイヤー国際チェレスタ作曲コンクール合奏部門入賞 (2009年)[13]
- 第8回ルクセンブルク国際作曲コンクール第2位兼聴衆賞 (2009年)[14]
- 第8回ロムアルド・マレンコ国際吹奏楽作曲コンクール独奏アルトサックス部門第1位 (2010年)[15]
- Calefax主催リード五重奏国際作曲コンクール佳作 (2010年)[16]
- 第10回カール・フォン・オシエツキー国際作曲コンクールレパートリー推薦作 (2010年)[17]
- ミトロプーロス国際作曲コンクールノミネート (2011年)[18]
- SORODHA国際作曲コンクール第1位 (2012年)[19]
- 第3回ブルーノ・マデルナ国際作曲コンクール第3位 (2012年)[20]
- 第12回カール・フォン・オシエツキー国際作曲コンクールノミネート作品 (2012年)[21]
- 第12回フリーブール宗教音楽国際作曲コンクールグランプリ (2013年)[22]
- 第13回カール・フォン・オシエツキー国際作曲コンクール第1位 (2013年)[23]
- CLAXICA2015特別賞 (2015年)[24]
- 第10回全日本吹奏楽連盟作曲コンクール第1位 (2017年)[25]

## 作品解説
『エレウシスの祭儀 ～吹奏楽のための』 - 「エレウシス」はギリシャの地名。古代ギリシャには「エレウシスの秘儀」と言われる神話に基づいた儀式があった、とされている。曲の前半は神の怒りを示している緊張が4拍子で、後半は祭儀の踊りの様子が5拍子のリズムで表現されている。